# 遷都詔

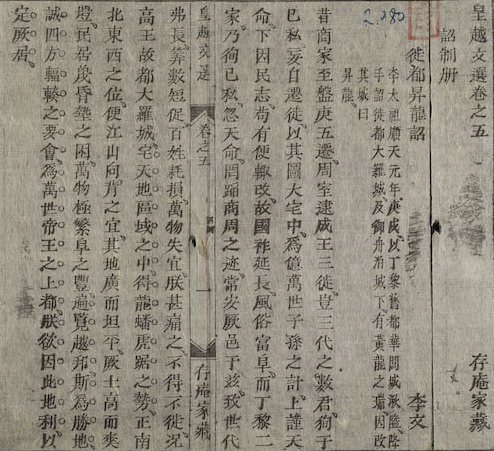
《遷都詔》（本圖出自裴輝璧《皇越文選》卷之五）

遷都詔 （越南语: Thiên đô chiếu）越南李朝開國皇帝李公蘊的诏书。1010年春，李公蘊乘前黎朝嗣主幼沖，篡奪皇位，改元順天，建立大越李朝。他从华闾古都遷都到昇龍城（即今日河内，原名大羅城，為唐朝高駢治所）。为此特地发布遷都詔 。

## 内容
昔商家至盤庚五遷。周室迨成王三徙。豈三代之數君徇于己私。妄自遷徙。以其圖大宅中。爲億万世子孫之計。上謹天命。下因民志。苟有便輒改。故國祚延長。風俗富阜。而丁黎二家。乃徇己私。忽天命。罔蹈商周之迹。常安厥邑于茲。致世代弗長。算數短促。百姓耗損。万物失宜。朕甚痛之。不得不徙。
况高王故都大羅城。宅天地區域之中。得龍蟠虎踞之勢。正南北東西之位。便江山向背之宜。其地廣而坦平。厥土高而爽塏。民居蔑昏墊之困。万物極繁阜之丰。遍覽越邦。斯爲勝地。誠四方輻輳之要会。爲万世帝王之上都。
朕欲因此地利以定厥居。卿等如何。

## 意义
该法令在许多方面有重大意义。涉及到历史，政治，文学，地理，哲学等方面的研究。